# Olvassuo
Olvassuo este o arie protejată (arie specială de conservare — SAC, sit de importanță comunitară — SCI, arie de protecție specială avifaunistică — SPA) din Finlanda întinsă pe o suprafață de 27.073 ha, integral pe uscat.

## Localizare
Centrul sitului Olvassuo este situat la coordonatele 65°07′43″N 27°15′50″E / 65.1286°N 27.2639°E.

## Înființare
Situl Olvassuo a fost declarat sit de importanță comunitară în august 1998 pentru a proteja 3 specii de plante și 37 de specii de animale. Alte tipuri de protecție:
- arie de protecție specială avifaunistică (în august 1998)[2]
- arie specială de conservare (în aprilie 2015)[1][3][4]

## Biodiversitate
Situată în ecoregiunea boreală, aria protejată conține 13 habitate naturale: Râuri naturale fino-scandinave, Cursuri de apă de la nivel de câmpie la nivel montan, cu vegetație Ranunculion fluitantis și Callitricho-Batrachion, Turbării active, Izvoare fino-scandinave și mlaștini produse de izvoare bogate în minerale, Mlaștini alcaline, Turbării Aapa, Taiga vestică, Păduri fino-scandinave bogate în ierburi cu Picea abies, Păduri de conifere pe eskere fluvioglaciare sau legate la acestea, Mlaștini împădurite, Păduri aluvionare cu Alnus glutinosa și Fraxinus excelsior (Alno-Padion, Alnion incanae, Salicion albae), Ape oligotrofe din câmpii nisipoase, cu un conținut foarte redus de minerale (Littorelletalia uniflorae), Lacuri și iazuri distrofice naturale.
La baza desemnării sitului se află mai multe specii protejate:
- plante (3): Hamatocaulis lapponicus, Hamatocaulis vernicosus, ochii-șoricelului (Saxifraga hirculus)
- păsări (35): minunița (Aegolius funereus), gâscă de semănătură (Anser fabalis), ciuf de câmp (Asio flammeus), cocoșul de mesteacăn (Bonasa bonasia), șorecarul comun (Buteo buteo), prundaș de nămol (Calidris falcinellus), bătăuș (Calidris pugnax), erete vânăt (Circus cyaneus), lebădă de iarnă (Cygnus cygnus), ciocănitoare neagră (Dryocopus martius), Emberiza rustica, șoim de iarnă (Falco columbarius), șoimul rândunelelor (Falco subbuteo), vânturel roșu (Falco tinnunculus), muscar (Ficedula parva), cufundar polar (Gavia arctica), cufundar mic (Gavia stellata), cocor (Grus grus), sfrâncioc roșiatic (Lanius collurio), becațină mică (Lymnocryptes minimus), Lyrurus tetrix tetrix, codobatura galbenă (Motacilla flava), pietrar sur (Oenanthe oenanthe), viespar (Pernis apivorus), notatița cu ciocul subțire (Phalaropus lobatus), pitulice verzuie (Phylloscopus trochiloides), ciocănitoare de munte (Picoides tridactylus), ploier auriu (Pluvialis apricaria), cresteț pestriț (Porzana porzana), chiră de baltă (Sterna hirundo), Surnia ulula, măcăleandru albastru (Tarsiger cyanurus),  cocoș de munte (Tetrao urogallus), fluierar negru (Tringa erythropus), fluierar de mlaștină (Tringa glareola)
- mamifere (2): vidră de râu (Lutra lutra), veveriță zburătoare siberiană (Pteromys volans)

Pe lângă speciile protejate, pe teritoriul sitului au mai fost identificate 11 specii de plante, 9 specii de păsări, 2 specii de mamifere, 4 specii de pești.